# فرسان القديس لازاروس

علم فرسان القديس لازاروس

فرسان القديس لازاروس ، المعروف أيضًا باسم الإخوة الأبرص في القدس أو ببساطة باسم اللازاريين ، كان نظامًا عسكريًا كاثوليكيًا أسسه الصليبيون حوالي عام 1119 في مستشفى الجذام في القدس ، مملكة القدس ، الذي أصبحت رعايته هدفه الأصلي، المسمى على اسم قديسها لعازر .    تم الاعتراف به من قبل الملك فولك في عام 1142 وتم الاعتراف به قانونيًا باعتباره وسام الإسبتارية ووسام الفروسية العسكري تحت حكم القديس أوغسطين في المرسوم البابوي للبابا ألكسندر الرابع في عام 1255. على الرغم من أنهم ركزوا على موهبتهم في رعاية المصابين بالجذام، إلا أن فرسان جماعة القديس لازاروس قاتلوا بشكل خاص في معركة لا فوربي عام 1244 وفي الدفاع عن عكا عام 1291  وكان المقر الفخري يقع على التوالي في القدس ، ثم عكا . بعد سقوط مملكة القدس ، انقسم النظام إلى فرعين رئيسيين - في إيطاليا وفرنسا. 
في عام 1489، حاول البابا إنوسنت الثامن دمج الجماعة وممتلكاتها من الأراضي مع فرسان الإسبتارية . تمت مقاومة ذلك من قبل الجزء الأكبر من السلطات القضائية التابعة لجماعة القديس لازاروس، بما في ذلك تلك الموجودة في فرنسا وجنوب إيطاليا والمجر وسويسرا وإنجلترا. لم يتمكن فرسان الإسبتارية من الاستيلاء على ممتلكات النظام إلا فيما يعرف الآن بألمانيا.
في عام 1572، تم دمج فرسان القديس لازاروس لعازر في إيطاليا مع وسام القديس موريس تحت آل سافوي لتشكيل وسام القديسين موريس ولعازر ، والذي لا يزال موجودًا حتى اليوم ويُعترف به كخليفة سلالة للفرع الإيطالي.  ومع ذلك، استبعد الاندماج عقد الأمر في الجزء الجنوبي من إيطاليا، ثم تشكيل جزء من المملكة الإسبانية. تم تحويل هذه إلى فوائد كنسية. تمكن دوق سافوي فقط من السيطرة على تلك المزايا الواقعة في دوقية سافوي .
في عام 1608، قام الملك هنري الرابع ملك فرنسا ، بموافقة الكرسي الرسولي ، السلطة القضائية لرئيس الكنيسة الكاثوليكية ، بربط الفرع الفرنسي إداريًا بوسام سيدة جبل الكرمل لتشكيل وسام الإسبتارية الملكي العسكري. اتحدت سيدة جبل الكرمل والقديس لعازر الأورشليمي . أصبح هذا الفرع مرتبطًا ارتباطًا وثيقًا بالتاج الفرنسي خلال القرن الثامن عشر، حيث كان كبار السادة العاملين في ذلك الوقت أعضاء في العائلة المالكة الفرنسية. لقد عانت من عواقب الثورة الفرنسية وذهبت إلى المنفى مع سيدها الأكبر، لويس ستانيسلاس كزافييه دي بوربون، كونت بروفانس (الملك المستقبلي لويس الثامن عشر ). لقد فقدت رسميًا حمايتها الملكية في عام 1830 ثم توقفت عن البقاء مدرجة على أنها تتمتع بالحماية الملكية في التقويم الملكي الفرنسي.   
يُعتقد أن كلمة لازاريت (في بعض اللغات مرادفة لـ الجذام ) مشتقة أيضًا من رتبة القديس لازاروس الإسبتارية، وقد تم اعتماد هذه الصروح في محطات الحجر الصحي في القرن الخامس عشر، عندما لم يعد الجذام هو البلاء الذي كان عليه في وقت سابق. قرون. 

## تاريخ

الصليب المالطي المطلي باللون الأخضر من فرسان القديس لازاروس.

### الحملات الصليبية
نشأ الأمر العسكري للقديس لعازر القدس في مستشفى للجذام أسسه الصليبيون في المملكة اللاتينية في القرن الثاني عشر. كانت هناك مستشفيات سابقة للجذام في الشرق، والتي ادعى فرسان القديس لعازر أنها استمرار لها، من أجل الحصول على مظهر العصور القديمة البعيدة وتمريرها على أنها الأقدم من بين جميع الرتب. بالنسبة الى تشارلز مولر، "هذا الادعاء ملفق".  لكن الأدلة الوثائقية تؤكد أن الصرح كان مصدر قلق عامل في عام 1073. 
كان فرسان القديس لازاروس مجرد أمر من فرسان الإسبتارية في البداية، واعتمد قاعدة مستشفى القديس أوغسطين المستخدمة في الغرب. يُزعم أن النظام لعب دورًا عسكريًا في القرن الثاني عشر، لكن هذا التاريخ قد لا يكون مدعومًا بأدلة يمكن التحقق منها.  ارتدى اللازاريون صليبًا أخضر على عباءتهم .  
تم إنشاء المستشفيات المعتمدة على الجذام المقدسي في مدن أخرى في الأراضي المقدسة، ولا سيما في عكا ، وفي بلدان مختلفة في أوروبا خاصة في جنوب إيطاليا ( كابوا )، المجر، سويسرا، فرنسا (بوانيي)، وإنجلترا ( بيرتون لازارز ). .  لويس السابع ملك فرنسا ، عند عودته من الحملة الصليبية الثانية ، أعطاها قصر برويني بالقرب من أورليان في عام 1154. وقد تبع هذا المثال هنري الثاني ملك إنجلترا ، والإمبراطور فريدريك الثاني . 
ظل الأمر في المقام الأول أمرًا هوسبيتالينيًا. لقد شاركوا في عدد من المعارك، ولكن لا يوجد دليل على ذلك قبل سقوط القدس (1244). بعد سقوط القدس في يوليو 1244 ومعركة معركة غزة 1244 اللاحقة في أكتوبر التالي، تم نقل فرسان القديس لازاروس، على الرغم من أنه لا يزال يسمى "القدس"، إلى عكا، حيث تم التنازل عنها من قبل فرسان المعبد في عام 1240.

### أواخر العصور الوسطى
وسرعان ما تخلى الأمر عن أنشطته العسكرية بعد سقوط عكا عام 1291 .  ونتيجة لتلك الكارثة اختفى مستشفى القديس لازاروس لمرضى الجذام في القدس، لكن قياداته في أوروبا استمرت مع عائداتها. في عام 1308، أعطى الملك فيليب الرابع ملك فرنسا الأمر حمايته المؤقتة.[بحاجة لمصدر]
في عام 1490، حاول البابا إنوسنت الثامن دمج النظام مع فرسان القديس يوحنا ، بما في ذلك تسليم ممتلكات النظام إلى الفرسان. على الرغم من تأكيد ذلك في عام 1505 من قبل البابا يوليوس الثاني ، إلا أن جماعة القديس لازاروس قاومت هذه الخطوة، ولم تتمكن جماعة القديس يوحنا من الاستيلاء على الممتلكات أبدًا، باستثناء ألمانيا. وفي فرنسا، تم تجاهل ثور القمع وتعيين كبار الأساتذة الفرنسيين.[بحاجة لمصدر] تابعت رهبنة القديس يوحنا مطالبتها بالممتلكات الفرنسية ولكن تم رفض ذلك قانونيًا من قبل برلمان باريس في عام 1547.
في عام 1565، ألغى البابا بيوس الرابع ثيران أسلافه وأعاد جميع الممتلكات إلى النظام حتى يتمكن من منح منصب القضاء الأعظم لمفضله، جيوفاني دي كاستيليوني. ومع ذلك، لم ينجح دي كاستيليوني في تأمين انتقال القيادات في فرنسا. بحلول نهاية القرن السادس عشر، احتفظ النظام بحضور كبير فقط في فرنسا وإيطاليا.

### استمرار بعد 1572

#### البيت الملكي في سافوي

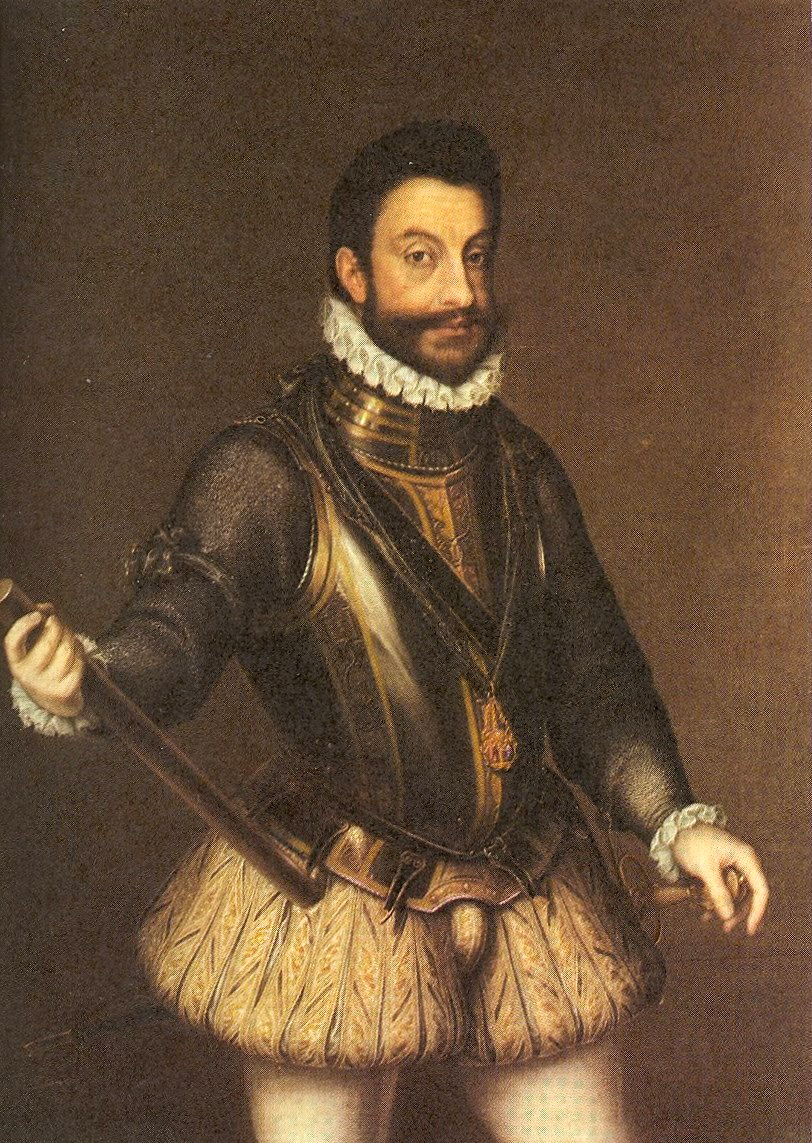
إيمانويل فيليبرت، دوق سافوي (1528–1580)، مؤسس وأول سيد كبير لرهبنة القديسين موريس و لازاروس ، المعترف بها عام 1572 من قبل البابا غريغوريوس الثالث عشر.

مع وفاة المفضل البابوي، كاستيليوني، في عام 1572، أصبح منصب القضاء الأكبر شاغرًا وقام البابا غريغوريوس الثالث عشر بتوحيد الفرع الإيطالي مع وسام القديس موريس لتأسيس رهبنة القديسين موريس ولازاروس . تم بعد ذلك ربط هذا النظام إلى الأبد بتاج سافوي ومن ثم أصبح لقب سيدها الأكبر وراثيًا في ذلك المنزل.
بحلول عهد البابا كليمنت الثامن، كان للأمر منزلان، أحدهما في تورينو، للمساهمة في المعارك على الأرض، بينما كان الآخر، في نيس، مزودًا بقوادس لمحاربة الأتراك في البحر. ولكن عندما تم اختزاله على هذا النحو في ولايات دوق سافوي، ظل النظام يزدهر حتى قيام الثورة الفرنسية، التي قمعته. في عام 1816، أعاد ملك سردينيا، فيكتور إيمانويل الأول، إنشاء ألقاب فارس وقائد القديسين. موريس ولازاروس، كزخارف بسيطة، يمكن الوصول إليها دون شروط الميلاد لكل من المدنيين والعسكريين. 
أصبح هذا وسام الفروسية الوطني عند توحيد إيطاليا في عام 1861، ولكن تم إلغاؤه بموجب القانون منذ تأسيس الجمهورية في عام 1946. منذ عام 1951 لم يتم الاعتراف بالأمر رسميًا من قبل الدولة الإيطالية. ومع ذلك، استمر بيت سافوي في المنفى في منح الأمر. واليوم تُمنح للأشخاص البارزين في الخدمة العامة والعلوم والفنون والآداب والتجارة والأعمال الخيرية.

#### البيت الملكي في فرنسا

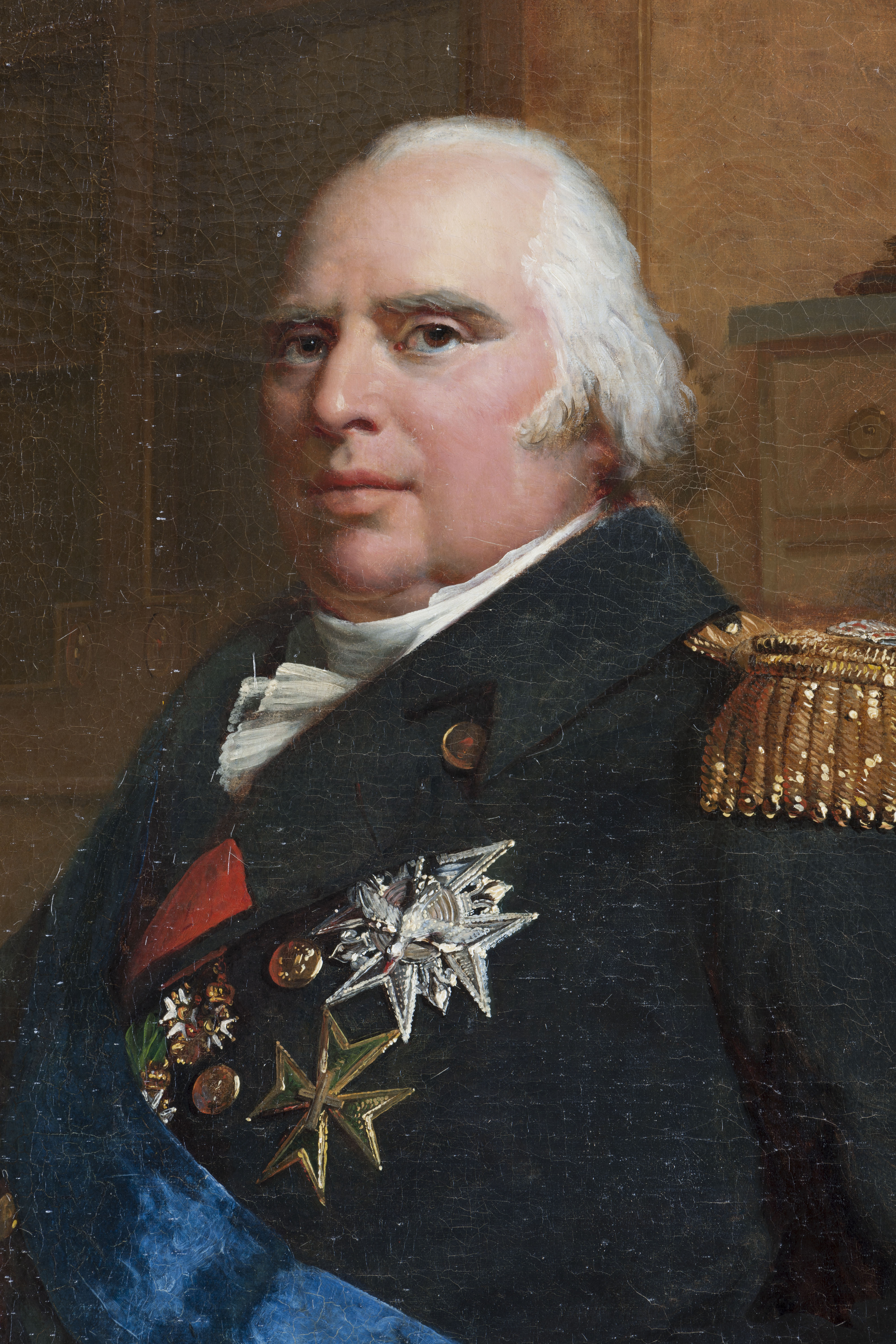
لويس الثامن عشر (1755–1824) مع وسام الصليب الكبير للقديس لازاورس

في عام 1604، أعاد هنري الرابع ملك فرنسا إعلان الفرع الفرنسي للنظام محمية للتاج الفرنسي. أسس الملك هنري الرابع عام 1608، بموافقة البابا بولس الخامس ، وسام نوتردام دو مونت الكرمل. ثم قام بدوره بتوحيد ممتلكات القديس لازاورس في فرنسا مع هذا النظام الجديد.

## صالة عرض

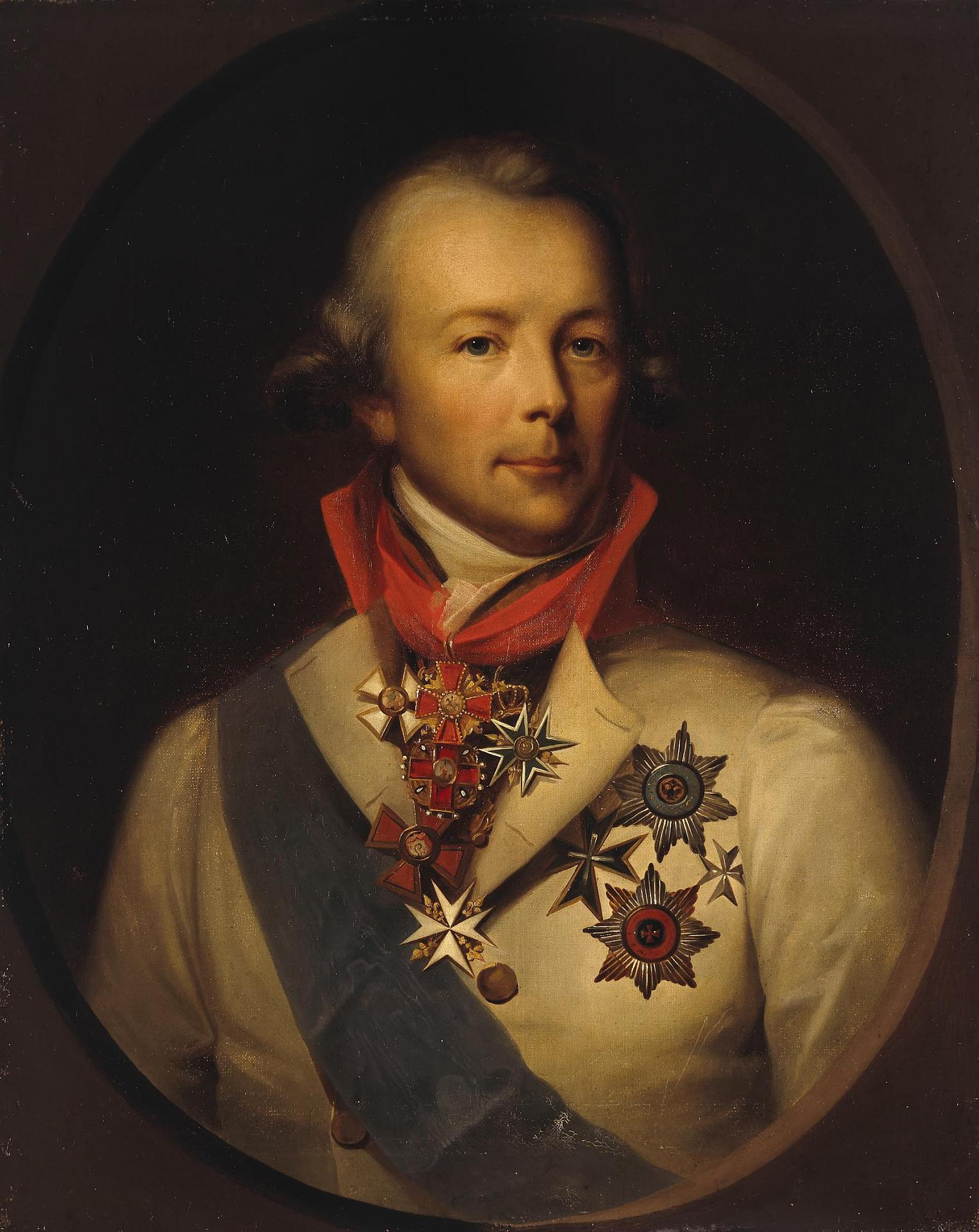
بيتر لودفيغ فون دير باهلين(1745–1826) وصل إلى وسام صليب الفارس للقديس لازاروس
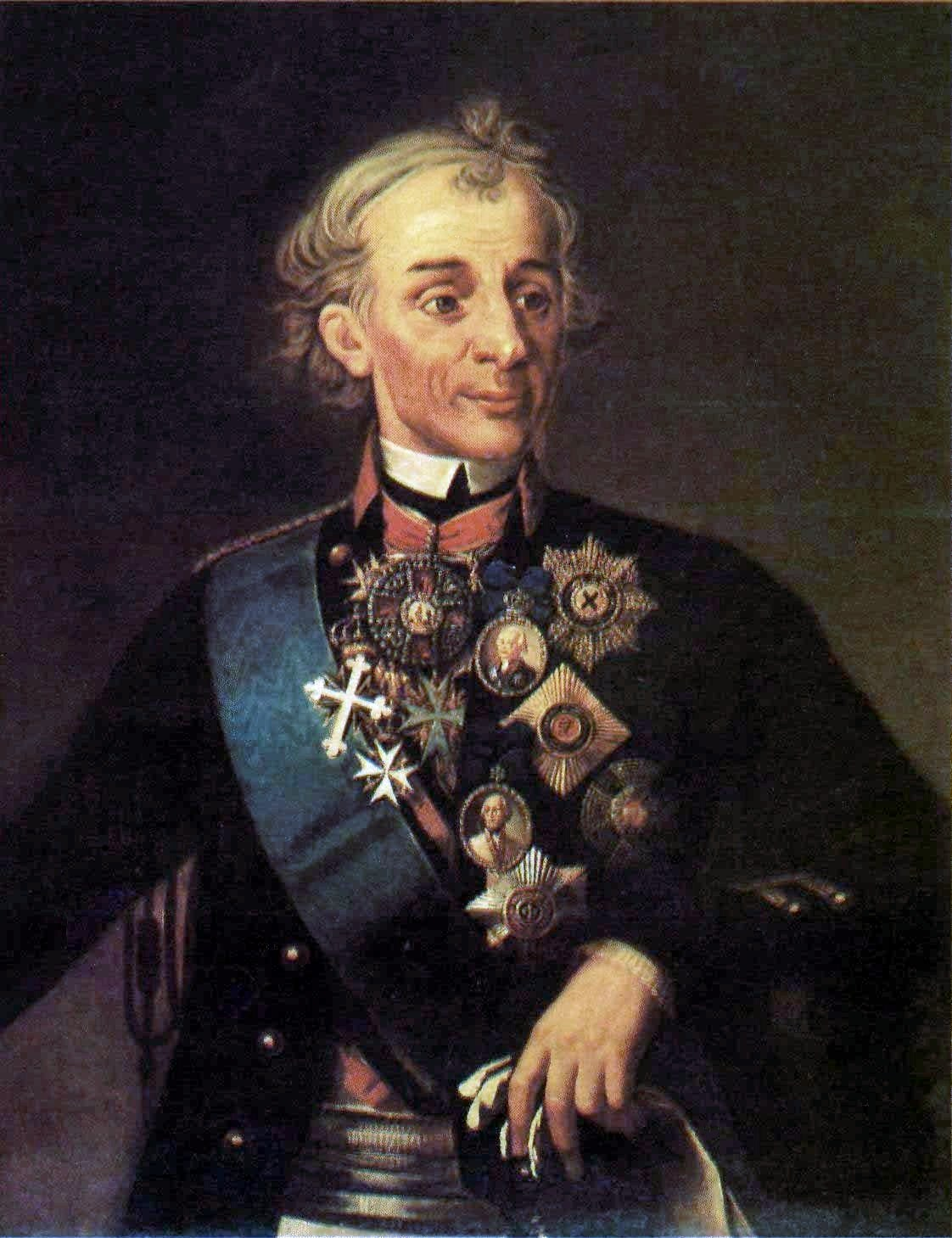
الجنرال ألكسندر سوفوروف (1730-1800) حصل على وسام صليب الفارس للقديس لعازر

1. ↑  Savona-Ventura، Charles (أكتوبر 2008). "The Order of St Lazarus in the Kingdom of Jerusalem". Journal of the Monastic Military Orders. ج. 1: 55–64.
2. ↑  Bellesheim، Alphons (1887). History of the Catholic Church of Scotland: From the Introduction of Christianity to the Present Day. Blackwood. Lazarists. David likewise established at Harehope the military order of St Lazarus of Jerusalem, which had another house at Linlithgow.
3. ↑  Wise (2012): "The new Order had its own church and convent by 1142, and by 1147 was known as the Leper Brothers of Jerusalem. By 1155 the Order had houses in Tiberias and Ascalon, and later in Acre and possibly Caesarea and Beirut. By the mid-12th century the Order had also developed a force of military brethren, but they were never very numerous, and the Order remained principally preoccupied with the hospitaller role. A few non-leper brethren were included in the Order as knights, and leprous knights almost certainly took up arms when necessary. There were also lay brethren-sergeants, recruited from commoners suffering from leprosy."
4. 1 2  Wise (2012)
5. ↑  "Constitution of The Order". The Military and Hospitaller Order of Saint Lazarus of Jerusalem. 2015. مؤرشف من الأصل في 2015-06-29. اطلع عليه بتاريخ 2015-05-25.
6. ↑  The Living Age, Volume 121. Littell and Gay Publishers. 1874. This ideas was not realized; but in 1572 the Lazarists were joined to the Order of St. Maurice of Savoy, and the two together constitute the present Italian Order of St. Maurice and St. Lazare.
7. ↑  Moeller, Charles. "The Military Orders." The Catholic Encyclopedia Vol. 10. New York: Robert Appleton Company, 1911. 22 Jun. 2015 نسخة محفوظة 2024-02-02 على موقع واي باك مشين.
8. ↑  "The Century Dictionary and Cyclopedia: Cyclopedia of names". Century Company. 1906. ص. 761. مؤرشف من الأصل في 2023-10-05.
9. ↑  "Almanach Royal pour l'anné 1770-1830". مؤرشف من الأصل في 2023-10-05.
10. ↑  Takeda، Junko Thérese (2011). Between Crown and Commerce - Marseille and the Early Modern Mediterranean. Maryland, USA: Johns Hopkins University Press. ص. 118.
11. 1 2 3  Moeller, Charles. "Order of St. Lazarus of Jerusalem." The Catholic Encyclopedia Vol. 9. New York: Robert Appleton Company, 1910. 22 Jun. 2015 نسخة محفوظة 2024-02-03 على موقع واي باك مشين.
12. ↑  Savona-Ventura، Charles (أكتوبر 2018). "A Hospitalis infirmorium Sancti Lazari de Jerusalem before the First Crusade". Acta Historiae Sancti Lazari Ordinis. ج. 2: 13–26.
13. ↑  Porter, Whitworth (1871). Malta and Its Knights (بالإنجليزية). Pardon and Son. p. 14.
14. ↑  Blackwood's Edinburgh Magazine, Volume CXV (بالإنجليزية). The Leonard Scott Publishing Company. 1874. p. 494. There were four of each : the Hospitallers, the Templars, the Teutonic Knights, and the Lazarists in Palestine; and the brotherhoods of Calatrava, Santiago, Alcantara, and Avis in the Peninsula. All these fraternities were established in order to help the weak and fight the Saracen; yet, nothwithstanding this general similarity of object, each of them had a special character of its own which distinguished it from the others.
15. ↑  Marcombe، D. (2003). Leper Knights: The Order of St. Lazarus of Jerusalem in England, 1150-1544. Woodridge: Boydell Press. ISBN:1-84383-067-1.
16. ↑  Marcombe، D. (2003). Leper Knights: The Order of St. Lazarus of Jerusalem in England, 1150-1544. Woodridge: Boydell Press. ISBN:1-84383-067-1.Marcombe, D. (2003). Leper Knights: The Order of St. Lazarus of Jerusalem in England, 1150-1544. Woodridge: Boydell Press. ISBN 1-84383-067-1.